# Miyuki Abe
Abe Miyuki (あべ美幸?, Abe Miyuki; Giappone, 4 gennaio 1972) è una fumettista giapponese.
È un'autrice specializzata nel genere manga shounen-ai. La sua prima opera di successo è stata Komatta Toki ni wa Hoshi ni Kike!. Da una delle sue ultime opere Hakkenden - Touhou Hakken Ibun, è stata tratta una serie TV nel 2012. Nel 2009 l'autrice ha iniziato una nuova opera yaoi, Super Lovers.

## Le opere

### Manga
- Kimi wa Boku o Suki ni Naru - 1993 (4 volumi)
- Sweet vs Home - 1996 (1 volume)
- Whiz Kid  - 1996 (6 volumi)
- Lost Child - 1996 (1 volume)
- Bashing Renai - 1996 (1 volume)
- Komatta Toki ni wa Hoshi ni Kike! - 1997 (26 volumi)
- Hakkenden - Touhou Hakken Ibun 2005 - (in corso)
- Super Lovers 2009 - (in corso)

### Artbook
Sono stati pubblicati 2 artbook di Komatta Toki ni wa Hoshi ni Kike!:
- Komatta Toki ni wa Hoshi ni Kike!
- Abe Miyuki Superworks Collection